# Vila Maumeta (Dorf)
Vila Maumeta (Vila Mau-Meta, kurz Vila, auch Atauro Vila) ist der Hauptort und größte Siedlung der osttimoresischen Insel Atauro. Ein möglicher Alternativname für Vila Maumeta ist Toro. Im Gegensatz zu den anderen Sucos der Insel sprechen die meisten Einwohner Vilas Tetum Prasa als ihre Muttersprache und nur eine kleine Minderheit einen der Wetar-Dialekte, die auf Atauro einheimisch sind.

## Geographie

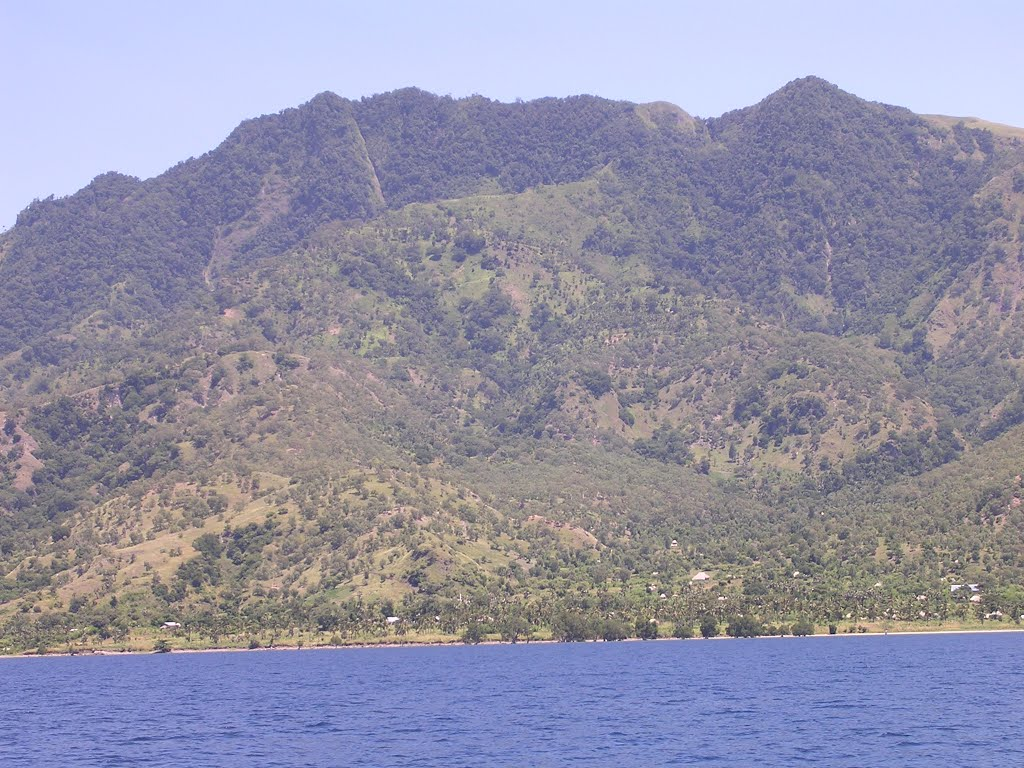
Blick auf den Mano Côco und den Ort Vila

Das Dorf Vila liegt an der Ostküste Atauros und bildet mit etwas Hinterland den Suco Vila Maumeta der Gemeinde Atauro, mit insgesamt 1826 Einwohnern (2015). Das Dorf dehnt sich über alle drei Aldeias des Sucos aus: Eclae, Ilimanu und Ilitecaraquia. Entsprechend unterscheidet man die drei Ortsteile Eclae, Ilimanu und Ilitecaraquia.
Den ältesten Ortsteil mit etwa 800 Einwohnern bildet Eclae mit dem alten Hafen der Insel. Die Fähre aus der Landeshauptstadt Dili, 23,5 Kilometer von Atauro entfernt, landet heutzutage nördlich von Vila, an einem Kai in Beloi an. In Eclae haben auch die Verwaltungen des Sucos und der Gemeinde, die Atauro bildet, ihren Sitz. Außerdem finden sich hier die Grundschule Central Vila Maumeta, eine Filiale der Banco Nacional de Comércio de Timor-Leste (BNCTL) und ein kommunales Gesundheitszentrum.
Gleich auf der anderen Straßenseite der Travessa Vila de Maumeta, wo die Aldeia Ilimanu beginnt, steht die kleine katholische Pfarrkirche Nossa Senhora do Rosario. Entlang zweier paralleler Hauptstraßen reihen sich die meisten Gebäude des schmalen Ortsteils. Nur etwas mehr als 200 Menschen leben in dieser Verbindung zwischen den Zentren in Nord und Süd. An der Straße auf der Küstenseite stehen ein Büro der Electricidade de Timor-Leste (EDTL) und die Dienststelle der Polizei (PNTL).
Über kleine Brücken überqueren die Straßen ein kleines Flussbett, das nur in der Regenzeit Wasser führt. Hier verläuft die Grenze zur Aldeia Ilitecaraquia, in der über 700 Menschen leben. Gleich im Süden steht die protestantische Kapelle Vila Mau Meta, die größer ist, als die katholische Pfarrkirche. Im Gegensatz zum ansonsten fast vollständig katholischen Osttimor sind vor allem die Einwohner im Norden Atauros Protestanten. Sie wurden von Alor aus durch niederländische Calvinisten Anfang des 20. Jahrhunderts missioniert. 2007 bezeichneten sich 60 % der Menschen auf Atauro als Protestanten. Weiter nördlich liegt die Grundschule Perola de Atauro.
Außerdem gibt es in Vila eine Berufsbildende Sekundarschule für Fischerei und die Überreste eines Bodenverlieses aus indonesischer Zeit (portugiesisch Cadeia Antiga Sub Terraneo).
Gleich hinter der Grenze zum Suco Beloi im Norden befindet sich die Landebahn des kleinen Flughafens von Atauro.

## Galerie

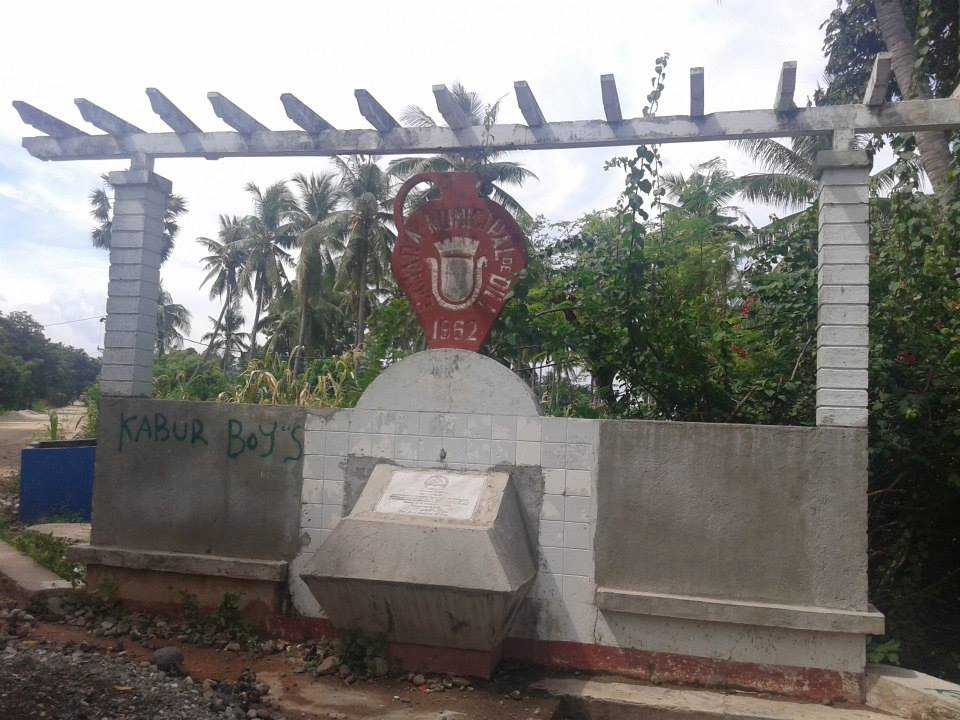
Denkmal von 1962, als Zeichen der Zugehörigkeit Atauros zur Gemeinde Dili
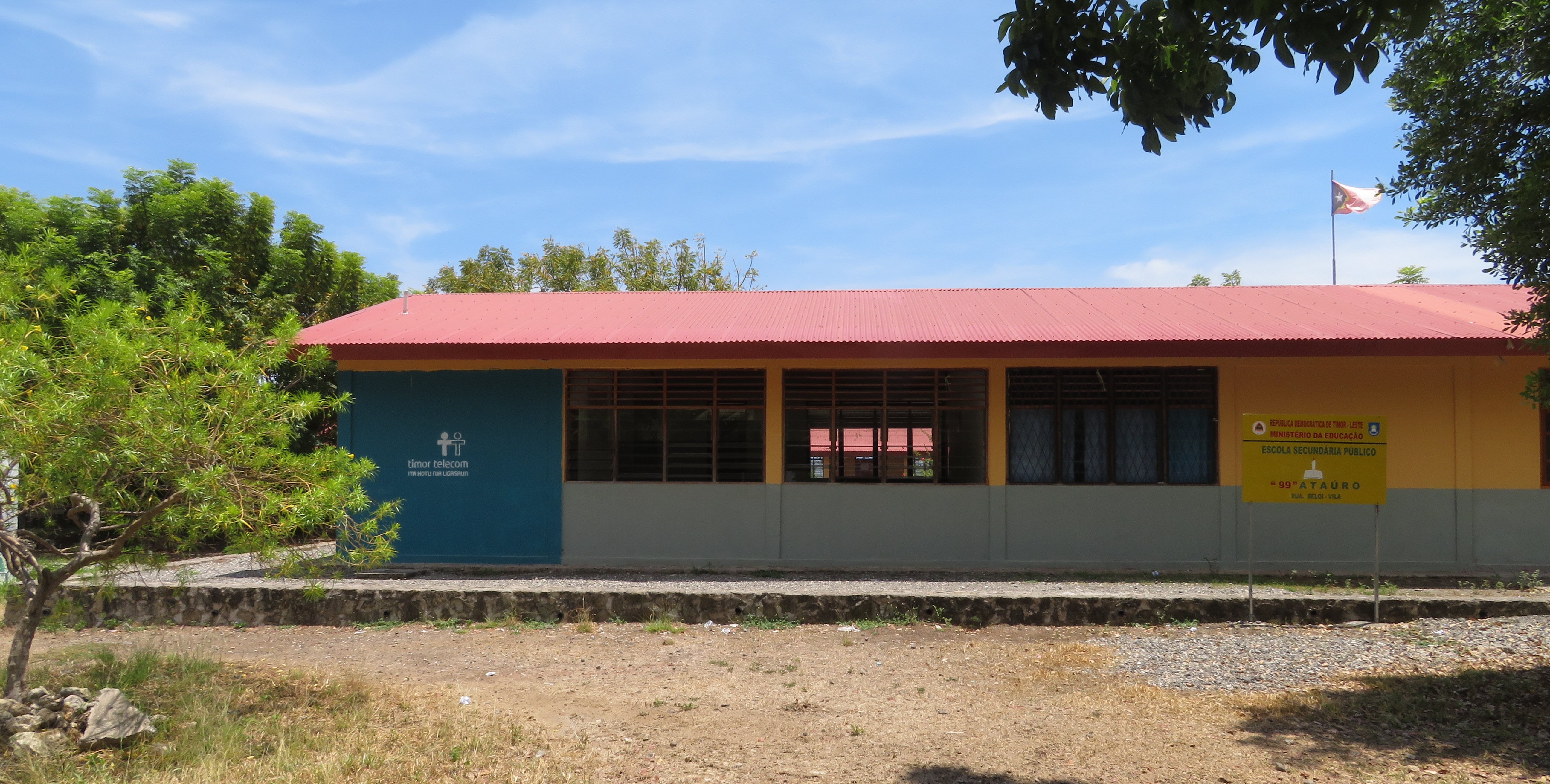
Berufsbildende Sekundarschule für Fischerei
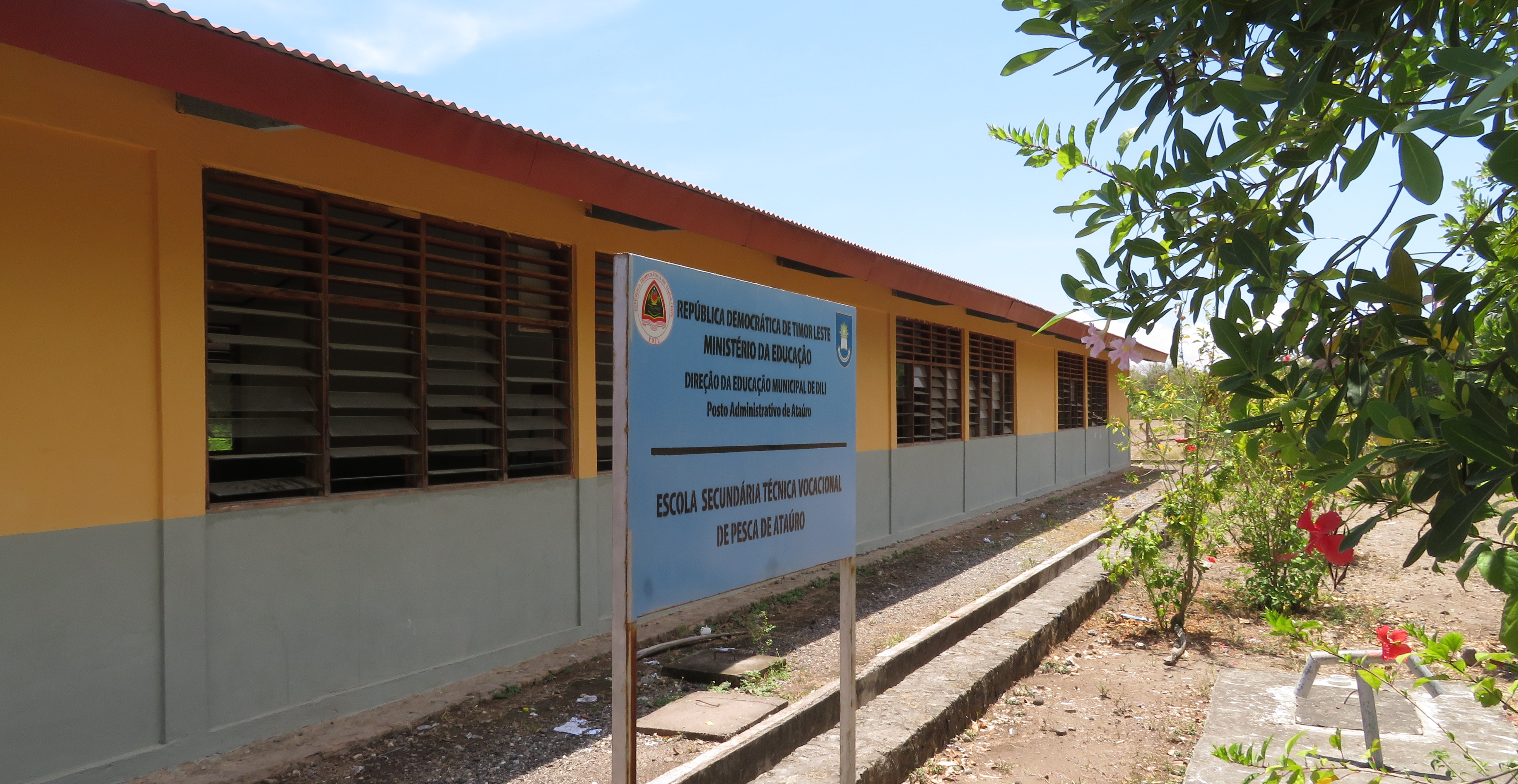
Berufsbildende Sekundarschule für Fischerei
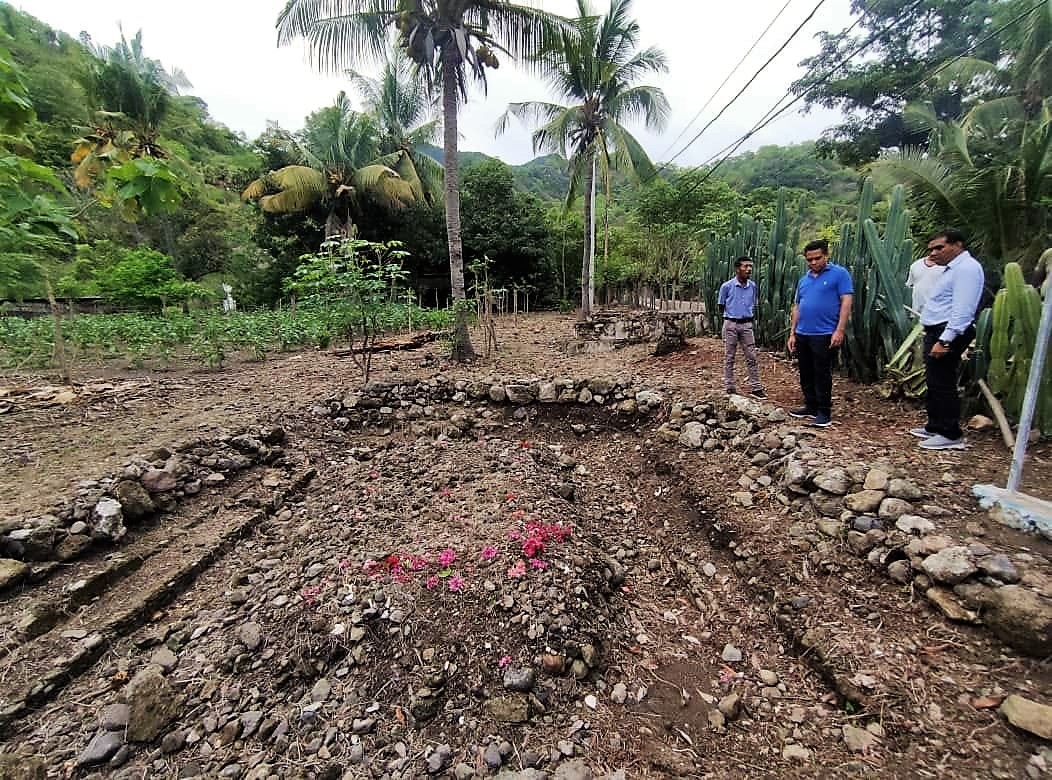
Cadeia Antiga Sub Terraneo